# 6642 Henze
6642 Henze eller 1990 UE3 är en asteroid i huvudbältet som upptäcktes den 26 oktober 1990 av den japanska astronomen Takeshi Urata vid Nihondaira-observatoriet. Den är uppkallad efter den tyske astronomen Martin Henze.
Asteroiden har en diameter på ungefär 15 kilometer